# Жаиди, Радхи
Радхи́ бин Абдельмаджи́д Жаиди́ (араб. رَاضِي بن عَبْد المَجِيد الجعَايدِي‎, фр. Radhi Ben Abdelmajid Jaïdi; род. 30 августа 1975, Габес) — тунисский футболист, защитник; тренер. Выступал за сборную Туниса.

## Биография

### Клубная карьера
Начал играть на профессиональном уровне в «Эсперансе», провёл больше двухсот матчей. В июле 2004 года подписал контракт с «Болтон Уондерерс». Стал первым игроком из Туниса в английской Премьер-лиге. Летом 2006 года перешёл в «Бирмингем Сити» за 2 миллиона фунтов. Его контракт истёк в конце июня 2009 года.

### Карьера в сборной
Жаиди являлся игроком основного состава сборной Туниса, провёл 105 матчей за команду. Участник двух чемпионатов мира в 2002 и 2006. Играл на Кубке конфедераций 2005 и Кубке африканских наций 2008.